# Cartagena Fútbol Club
Pour les articles homonymes, voir Cartagena.
Ne doit pas être confondu avec Fútbol Club Cartagena.
Maillots
Le Cartagena Fútbol Club est un club espagnol de football basé à Carthagène. C'est la réserve du FC Cartagena.

## Historique
Il évolue entre sa naissance et 1987 au Stade d'El Almarjal, avant de déménager pour la Ciudad Deportiva Gómez Meseguer.
Le club évolue pendant huit saisons en deuxième division : de 1961 à 1963, puis de 1982 à 1988. Il obtient son meilleur classement en deuxième division lors de la saison 1984-1985, où il se classe 8e du championnat, avec 12 victoires, 13 nuls et 13 défaites.
Le club évolue également pendant neuf saisons en troisième division (Segunda División B) : de 1980 à 1982, puis de 1988 à 1995.

## Noms
- Unión Deportiva Cartagenera - (1940–1961)
- Club Deportivo Cartagena - (1961–1974)
- Cartagena Fútbol Club - (1974–)

## Saisons
- 8 saisons en Segunda División
- 9 saisons en Segunda División B
- 30 saisons en Tercera División

## Palmarès
- Champion de Tercera División : 1980